# 聖貝尼托 (桑坦德省)
聖貝尼托是哥倫比亞的城鎮，位於該國東北部，由桑坦德省負責管轄，始建於1592年，面積67平方公里，海拔高度1,130米，2005年人口3,844，人口密度每平方公里57.37人。